# Anton Dragúň
Anton Dragúň (* 11. června 1942 Bánkeszi, dnes Bánov) je slovenský fotbalový trenér a bývalý prvoligový fotbalista.

## Fotbalová kariéra
Začínal v rodném Bánově, na vojenské službě hrál za Malacky. Potom hrál za ČH Bratislava, ligu v TŽ Třinec a kariéru končil v roce 1970 v Nových Zámcích kvůli zranění.

## Ligová bilance
| Ročník                                   | Zápasy | Góly | Minuty | Klub      |
| ---------------------------------------- | ------ | ---- | ------ | --------- |
| 1. československá fotbalová liga 1963/64 | 16     | 1    | 1 282  | TŽ Třinec |
| CELKEM                                   | 16     | 1    | 1 282  |           |

## Trenérská kariéra
Trénoval Nové Zámky, Duklu Banská Bystrica, DAC Dunajská Streda, Prievidzu, Trenčín, Dubnicu, Slovan Bratislava, Zlaté Moravce, Šaľu, Galantu, Hurbanovo a řecký Iraklis Soluň. V nejvyšší soutěži odkoučoval více než 320 utkání (90 v československé lize, zbytek ve slovenské lize).